# 舍迪耶韋
49°8′3″N 34°36′47″E / 49.13417°N 34.61306°E
舍迪耶韋（羅馬化：Shediieve）是烏克蘭中部的村莊，隸屬波爾塔瓦州的波爾塔瓦區。該村距離利文斯凱1公里，始建1535年，面積1.5平方公里，海拔高度100米，2001年人口486。